# Joseph Lesniewski

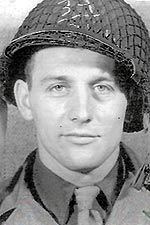
Joseph Lesniewski

Joseph A. "Joe" Lesniewski (29 de agosto de 1920 - 23 de maio de 2012) foi um soldado da Easy Company, 2º Batalhão, 506º Regimento de Infantaria Pára-quedista, na 101ª Divisão Aerotransportada, durante a II Guerra Mundial. Lesniewski foi retratado na minissérie da HBO Band of Brothers por Simon Schatzberger.

## Antes da Guerra
Lesniewski nasceu em Erie, Pensilvânia, filho de Joseph and Ciechaka Lesniwski. Graduou-se em 1939 na Erie Technological High School. Ele foi um membro do Corpo Civil de Conservação e, em seguida, trabalhou para a General Electric. Joe ingressou na Força Aérea do Exército em 28 de outubro de 1942. Ele foi aceito na Escola de Cadetes e fez teste para se tornar um piloto. Em agosto de 1943, Lesniewski voluntariamente foi para a Airborne.

## II Guerra Mundial
Lesniewski concluiu seu treinamento de formação para a Airborne, em Fort Benning, na Geórgia. Depois, ele foi enviado à Irlanda do Norte e como falava polaco fluentemente, ele foi enviado para trabalhar no escritório de serviços estratégicos. Sua missão era saltar na Varsóvia ocupada mas os russos invadiram a área e o salto foi cancelado. Joseph recebeu a opção de ficar com sua unidade ou de ser transferido para qualquer outra unidade. Ele solicitou a transferência para a 101 Airborne e se juntou a Companhia E em março de 1944.
Lesniewski lutou na Batalha da Normandia, Operação Market Garden e da Batalha do Bulge.
Lesniewski saltou em 6 de junho de 1944, na Normandia. Ele pousou perto da cidade de Sainte-Mère-Église, juntamente com seu colega paraquedista Ed Joint. Depois de vários dias, Lesniewski encontrou e se uniu ao resto de sua unidade para participar do assalto a Carentan.
Durante a Operação Market Garden, Lesniewski foi enviado em uma patrulha perto de um dique, juntamente com  Art Youman, Joseph Liebgott, James Alley e Roderick Strohl. Depois de subir ao topo do dique, Lesniewski ficou cara-a-cara com um alemão preparado para lançar uma granada contra ele e seu grupo. Joe alertou seus companheiros da granada, poupando muitos dos homens em sua equipe. Lesniewski começou a lançar granadas sobre o dique contra os soldados inimigos. Acontece que eles encontraram uma companhia inteira da SS.

## Depois da Guerra
Lesniewski voltou para o seu trabalho de carteiro no serviço de correios dos Estados Unidos. Ele foi um dos 20 colaboradores do livro We Who Are Alive and Remain: untold stories from the Band of Brothers, publicado pela Penguin/Berkley-Caliber. Morreu aos 91 anos em Erie, Pennsylvania.